# Nathaliella
Nathaliella es un género con una especie, Nathaliella alaica, de plantas de flores perteneciente a la familia Scrophulariaceae. 
- Datos: Q9048872
- Especies: Nathaliella